# MediEvil II
MediEvil II est un jeu vidéo d'action-aventure et de plates-formes développé par SCE Studio Cambridge et édité par Sony Computer Entertainment en 2000 sur PlayStation.
Il s'agit de la suite de MediEvil. L'action se situe dans l'Angleterre du XIXe siècle où un homme retrouve le grimoire de Zarok. Sir Daniel Fortesque, le héros, est de nouveau ressuscité mais sa tombe a été transportée dans un musée. Il parcourt une vingtaine de niveaux où il doit combattre un squelette de dinosaure, un trio d'éléphants mécanique, un boxeur zombie, un seigneur vampire, Jack l'Éventreur, un démon ainsi que les deux acolytes ennemis qui ont respectivement l'allure d'un chien et d'un lézard.

## Histoire
L'histoire se déroule 500 ans après que Dan a vaincu Zarok au Moyen-Âge, nous sommes désormais en Angleterre au XIXe siècle en 1886. La crypte de Dan est devenue une pièce de musée dans le grand musée de Londres. Cependant, Lord Palethorn, un industriel véreux connaisseur de magie noire, a découvert le grimoire de Zarok et va l'utiliser afin de réaliser ses desseins. En utilisant le grimoire, Palethorn réveille les morts partout en Angleterre... Et notamment Sir Daniel Fortesque.

## Personnages
Dans l'ordre d'apparition :
- Sir Daniel Fortesque : le héros principal. Il a vaincu Zarok environ 500 ans auparavant et il est de retour pour arrêter Lord Palethorn. Son apparence a changé, il a également des gants.
- Lord Palethorn : L'ennemi principal. C'est un riche industriel, fin connaisseur de la magie noire, d'ailleurs ses connaissances l'ont fait exclure du cercle des mages (sorte de groupe spécialisé dans les sciences occultes). Lorsqu'il utilisa le grimoire de Zarok, son apparence a fortement changé et il rappelle Zarok. En réalité, il a fait tout ça pour avoir l'attention des autres.
- Mander : L'un des deux acolytes de Palethorn qui était son associé et était présent lors de l'utilisation du grimoire, son apparence a évolué en celle d'un homme-lézard. Il interviendra avec son collègue à deux reprises pour affronter Fortesque.
- Dogman : L'autre acolyte de Palethorn qui était son garde du corps et se trouvait également avec lui lorsqu'il a utilisé le grimoire, son apparence a également changé et il a désormais le physique d'un homme-chien à tête de bouledogue. Il apparaîtra deux fois avec son compagnon pour affronter Fortesque.
- Winston Chapelmount : Petit fantôme coiffé d'un chapeau haute-forme envoyé par le professeur Hamilton Kift pour aider Dan, il apparaîtra régulièrement dans le jeu pour donner des conseils et des indices à notre héros à la manière des gargouilles du premier jeu. Il était jadis un garçon de 12 ans plutôt insolent avant de mourir brutalement. Le professeur l'a ressuscité grâce à ses expériences et depuis, il lui sert d'assistant.
- Professeur Martin Hamilton Kift : Savant inventeur et maître ès-occultisme dont le laboratoire est attenant au musée. Il est l'une des rares personnes à avoir échappé à la malédiction de Palethorn et va tout faire pour l'arrêter. C'est un petit homme chauve avec une barbiche vêtu d'un veston vert et portant de grosses lunettes rondes, il fume également la pipe. Fait particulier, il a des mains de métal à la suite d'un accident causé lors d'une expédition dans les Hébrides en 1878 avec Lord Palethorn qui fut autrefois son ami avant de le trahir, ils étaient alors partis ensemble à la recherche d'un fragment du grimoire de Zarok. Son laboratoire sert de point d'attache à Dan et il y revient après chaque niveau et s'il a récupéré des calices, il pourra obtenir de nouvelles armes de la même manière que dans le hall des héros du premier jeu. Il rendra compte au professeur de son avancée et celui-ci lui donnera ensuite des indices pour la suite. Un projecteur dans son laboratoire permet d'accéder aux niveaux suivants.
- Kiya : La 91e épouse de Ramsès dont la momie se trouvait dans la partie égyptienne du musée et a été réveillée par la magie du grimoire de la même manière que Fortesque et les autres morts-vivants. Dan n'est pas insensible à son charme bien qu'elle soit plus ancienne que lui de plusieurs siècles, elle n'en est pas moins extrêmement bien conservée.
- Le Comte : Un seigneur vampire propriétaire d'un manoir où il vit avec ses semblables, allié de Palethorn, Dan devra l'affronter.
- Jack l'éventreur : Le célèbre tueur en série de Whitechapel, il apparaît sous les traits d'un homme gigantesque à la peau verte équipé de dents pointues et de griffes acérées telles celles de Freddy Krueger. Dan devra l'affronter à Whitechapel pour sauver Kiya.
- Le Roi Mullock : Il est le chef des Mullocks, un peuple d'humanoïdes vivant dans les égouts de Londres. Ils vivaient probablement à la surface jadis et leurs ancêtres ont pu partir vivre sous terre entre le XIIIe et le XIVe siècle après avoir trouvé une statue de Sir Daniel Fortesque victorieux construite à cette époque et qui se trouve dans leur salle principale, ils l'honorent comme un dieu. En rencontrant Dan, le roi lui demande de retrouver les cinq Femmes Mullocks qui ont été enlevées par un monstre. Il emmène ensuite Dan au bord de l'eau où il le récompense en lui offrant des coffres et en lui indiquant une sortie des égouts. Dan le retrouvera plus tard et se battra brièvement contre lui pour avoir volé leur pierre du temps.
- Le Démon : Créature démoniaque ailée gigantesque avec un crâne squelette à cornes invoquée par Palethorn pour semer le chaos sur Terre lorsqu'il retrouve les dernières pages du grimoire, Fortesque l'affrontera à la fin du jeu au sommet de la cathédrale.

## Système de jeu
Le gameplay est identique au précédent opus mais il y a quelques nouveautés :
- Le joueur peut maintenant alterner deux armes pendant le jeu ;
- Les armes à feu, telles que le pistolet ou le tromblon, font leur apparition ;
- Des receleurs sont présents tout au long du jeu pour vendre des objets et munitions pour les armes reprenant le rôle des gargouilles marchandes du premier jeu ;
- Dan peut détacher sa tête et la placer sur une main zombie, il peut ainsi découvrir des endroits cachés. À noter que le corps sans tête de Dan est également contrôlable ;
- Dan est plus expressif que le précédent opus. On comprend beaucoup mieux sa prononciation bien qu'il parle très peu ;
- Étant donné que le jeu se déroule en Angleterre à l'époque victorienne, plusieurs éléments célèbres ont été inclus : l'observatoire de Greenwich, Kensington, les jardins de Kew, Whitechapel, Jack l'Éventreur, etc.

## Doublage

### Doublage français
- Bernard Lanneau : Sir Daniel Fortesque
- Michel Muller : Professeur Hamilton Kift
- Régine Teyssot : Winston Chapelmount
- Pascal Renwick : Lord Palethorn
- Christian Pélissier : Le Comte